# بطولة أمريكا الجنوبية لألعاب القوى للشباب 1984
بطولة أمريكا الجنوبية لألعاب القوى للشباب 1984 هي النسخة الـ 7 من بطولة أمريكا الجنوبية لألعاب القوى للشباب. أقيمت في بوليفيا. شارك فيها 136 رياضياً من 7 بلدان. تصدرت البرازيل جدول الميداليات برصيد 41 ميدالية منها 22 ذهبية.

## جدول الميداليات
| الترتيب | منتخب      | ذهبية | فضية | برونزية | المجموع |
| ------- | ---------- | ----- | ---- | ------- | ------- |
| 1       | البرازيل   | 22    | 12   | 7       | 41      |
| 2       | الأرجنتين  | 8     | 13   | 8       | 29      |
| 3       | بيرو       | 2     | 6    | 11      | 19      |
| 4       | الأوروغواي | 1     | 2    | 0       | 3       |
| 5       | باراغواي   | 1     | 0    | 3       | 4       |
| 6       | كولومبيا   | 0     | 1    | 1       | 2       |
| 7       | بوليفيا    | 0     | 0    | 3       | 3       |